# Pius VIII
Pius VIII (łac. Pius VIII, właśc. Francesco Saverio Castiglioni; ur. 20 listopada 1761 w Cingoli, zm. 30 listopada 1830 w Rzymie) – włoski duchowny katolicki, 253. papież od 31 marca 1829 do 30 listopada 1830.

## Życiorys

### Wczesne życie
Pochodził z włoskiej arystokracji. Był jednym z ośmiorga dzieci Ottavia Castiglioniego i Sanzii Ghislieri. Kształcił się w szkole jezuickiej w Osimo i na Uniwersytecie w Bolonii, gdzie obronił doktorat utroque iure. 17 grudnia 1785 przyjął święcenia kapłańskie. Był wikariuszem generalnym diecezji Anagni i Cingoli oraz archiprezbiterem kapituły katedralnej w Cingoli. 11 sierpnia 1800 został mianowany biskupem Montalto, przyjął sakrę biskupią w Rzymie 17 sierpnia z rąk kardynała Dorii Pamphiliego. Otrzymał jednocześnie tytuł honorowy asystenta Tronu Papieskiego. W okresie francuskiej okupacji Włoch odmówił złożenia przysięgi wierności narzuconemu królowi; został aresztowany i zesłany do Mediolanu (w lipcu 1808), więziony później w Pawii, Mantui, Turynie i ponownie w Mediolanie. Powrócił do Montalto w czerwcu 1814. 8 marca 1816 został kreowany kardynałem, z tytułem prezbitera bazyliki św. Marii na Zatybrzu. Jednocześnie papież przeniósł go na stolicę biskupią Ceseny. W sierpniu 1821 został mianowany Wielkim Penitencjariuszem w Kurii Rzymskiej oraz podniesiony do rangi kardynała biskupa, z diecezją Frascati. 14 listopada 1821 został prefektem Kongregacji Indeksu.

### Wybór na papieża
Brał udział w konklawe 1829, po śmierci Leona XII. Po pięciu tygodniach obrad, 31 marca 1829 został wybrany na papieża, pomimo złego stanu zdrowia, dzięki poparciu Francji i Austrii. Przyjął imię Piusa VIII; koronacja odbyła się 5 kwietnia 1829.

### Pontyfikat
Główną linią jego pontyfikatu była troska o sprawy religijne i duszpasterskie. 24 maja 1829 wydał swą jedyną encyklikę Traditi humilitati nostrae, w której stwierdził, że postępująca laicyzacja życia publicznego jest skutkiem działalności protestanckich Towarzystw Biblijnych, obojętności wobec wiary i atakowania dogmatów Kościoła. Papież zniósł jednak restrykcyjne przepisy policyjne, wprowadzone przez Leona XII. W kwestii małżeństw mieszanych w Nadrenii i Westfalii, Pius uznał, że mogą być one pobłogosławione przez Kościół jeśli rodzice zagwarantują wychowanie dzieci w katolicyzmie. Z tej decyzji rząd Prus był niezadowolony, ponieważ dotychczas prawo decydenta miał ojciec dziecka.
Pius mianował Giuseppe Albaniego sekretarzem stanu, który sprzyjał Austrii. W wyniku tego, Stolica Apostolska była niechętna ruchom narodowowyzwoleńczym w Belgii, Irlandii i Polsce. Mimo to, papież był przychylny rewolucji lipcowej we Francji, która doprowadziła do abdykacji Karola X i koronacji ostatniego króla Francji Ludwika Filipa I. Papież nakazał też klerowi francuskiemu poprzeć nowego króla (który przyrzekł respektować konkordat z 1801) i nadać mu tytuł "arcychrześcijańskiego". 13 kwietnia 1829 został wydany w Wielkiej Brytanii Akt Emancypacji Katolików, jednak była to w większości zasługa poprzednika Piusa.
W październiku 1829 pierwszy synod w Baltimore ustalił zasady, zacieśniające kontakty Stolicy Apostolskiej z Kościołem w USA. 16 lipca 1830 papież erygował arcybiskupstwo obrządku ormiańskiego w Konstantynopolu.
Podczas swojego pontyfikatu zaapelował do patriarchów, prymasów, i biskupów całego świata, aby zwrócili uwagę na tajne stowarzyszenia masońskie, skupiające zdeklarowanych nieprzyjaciół Boga.
W okresie pontyfikatu kreował sześciu kardynałów na trzech konsystorzach. Ośmiu innych duchownych zostało mianowanych w sekrecie (in pectore); ponieważ Pius VIII nie ujawnił ich do końca życia, ich promocje nie doszły do skutku.

### Śmierć

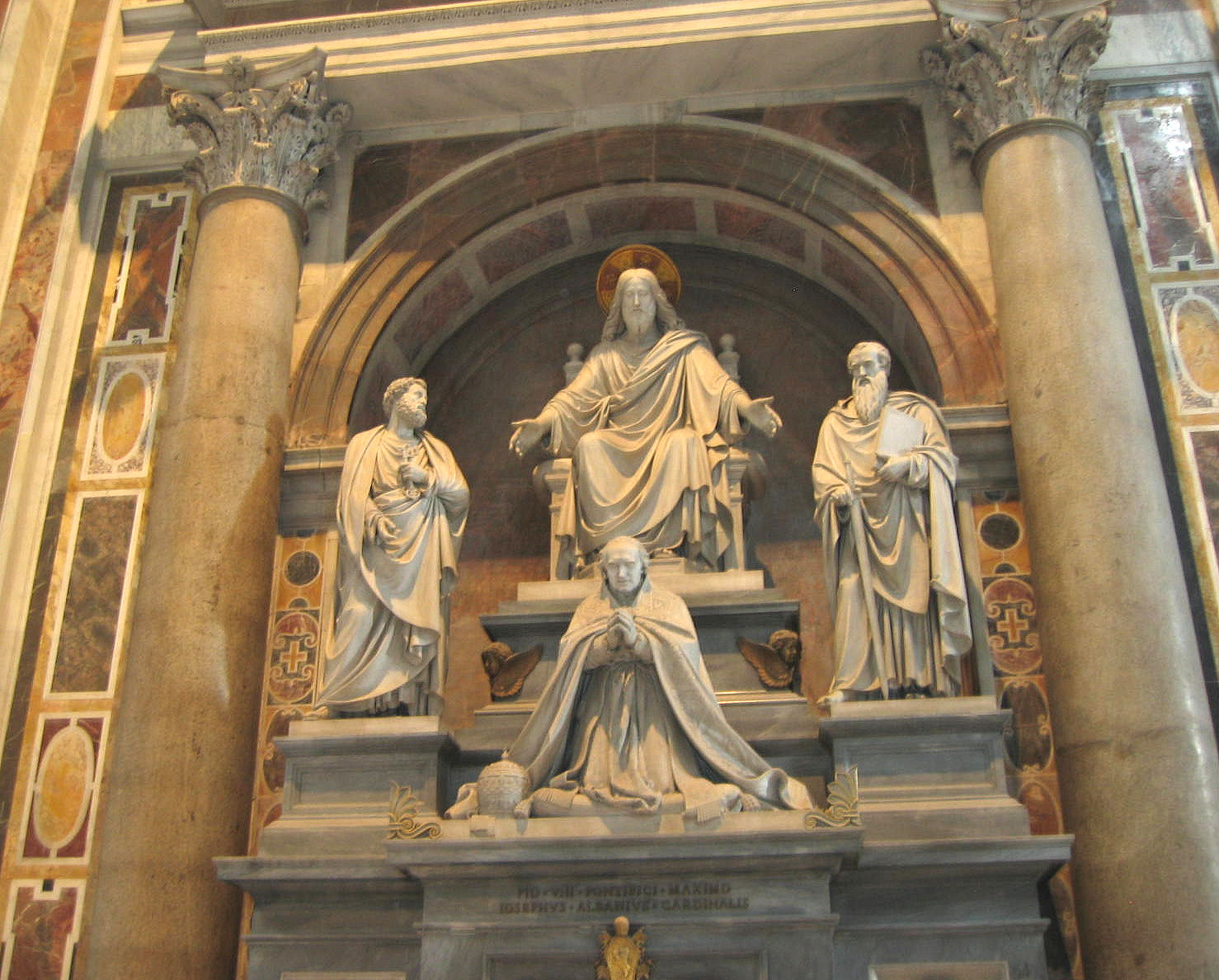
Pomnik i grób Piusa VIII w Bazylice Świętego Piotra

Pius VIII przez większość swojego pontyfikatu cechował się słabym zdrowiem. Pogorszenie jego stanu nastąpiło na początku listopada 1830 r. Wówczas całe ciało pokryło się krostami, a na szyi oraz kolanie wystąpiły przetoki. Pomimo opanowania choroby, 23 listopada papież ponownie zachorował. Pius VIII przez kolejne dni miał trudności z oddychaniem. 28 listopada otrzymał ostatnie namaszczenie. Zmarł 30 listopada 1830 roku w wieku 69 lat w Pałacu Kwirynalskim w Rzymie. Został pochowany w bazylice watykańskiej.